# Ioanna Stefanopoli

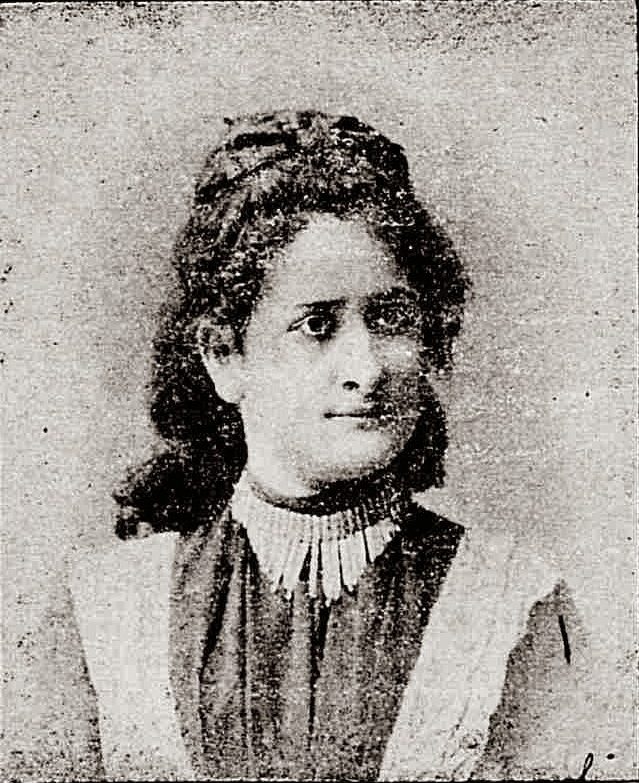
Ioanna Stefanopoli1890

Ioanna Stefanopoli (griechisch Ιωάννα Στεφανόπολι, französisch Jeanne Stephanopoli; * 20. Oktober 1875 in Athen; † 27. März 1961 ebenda) war eine griechische Journalistin, die als erste Studentin an einer griechischen Universität immatrikuliert wurde.

## Leben und Karriere
Ioanna Stefanopoli war die Tochter des griechisch-französischen Journalisten Antonis Zenetakis-Stefanopolis, der auf Korsika geboren und Herausgeber der langlebigsten französischsprachigen Zeitung Griechenlands war. Sie besuchte die von Aikaterini Laskaridou geführte Mädchenschule Parthenogio in Athen, schloss als Jahrgangs-Beste ab und stellte anschließend einen Antrag auf Einschreibung an der Nationale und Kapodistrias-Universität Athen. Besonders negativ reagierten damals Vertreter der theologischen Fakultät auf ihren Antrag, die der Meinung waren, dass es ein Frevel sei, einer Frau den Zutritt zur Universität zu gestatten, vergleichbar mit dem Überschreiten der Schwelle des Heiligtums einer orthodoxen Kirche, das den Männern vorbehalten ist.
Trotzdem wurde Ioanna Stefanopoli 1890 im Alter von nur 15 Jahren die erste Studentin, die sich an der philosophischen Fakultät der Universität Athen einschrieb. Ihr folgten in den nächsten zehn Jahren noch weitere dreizehn Frauen. Ioanna Stefanopoli setzte ihre Studien nach einigen Monaten in Paris fort und kam Anfang des 20. Jahrhunderts nach Griechenland zurück. Von da an arbeitete sie als Journalistin bei der französischsprachigen Zeitung ihres Vaters Le Messager d´Athenès. 1902 schrieb sie ihr erstes Buch „Makedonien und die Makedonier“ in französischer Sprache, in dem sie die griechischen Wurzeln der Makedonier nachwies.
Es folgte 1912 ihr zweites Buch namens Les Îles de l'Égée. Leurs Privilèges. („Die ägäischen Inseln und ihre Privilegien“). Durch dieses Buch wurde erstmals der Begriff Dodekanes (Δωδεκάνησα) für Rhodos und weitere kleinere Inseln des südöstlichen Mittelmeers international eingeführt – vorher hießen diese Inseln „östliche Sporaden“ (Ανατολικές Σποράδες). 1913 übernahm sie nach dem Tod ihres Vaters die Leitung von Le Messager d`Athenès und wurde gleichzeitig vom griechischen Ministerpräsidenten Eleftherios Venizelos zur Generaldirektorin der Athener Nachrichtenagentur ernannt, wo sie in den folgenden Jahren eine wichtige Rolle spielte.
Ihre Zeitung vertrat politisch die Richtung der „Megali Idea“ (Große Idee) und die Politik von Eleftherios Venizelos, die bis 1922 eine Ausdehnung Griechenlands in die Gebiete Kleinasiens zum Ziel hatte. Le Messager d´Athenès erschien zeitweise auch in Österreich, Italien, Deutschland, Zypern, dem Libanon und Syrien.
Im Jahr 1951 wurde ihr vom französischen Staat der Orden der Ehrenlegion verliehen.
Nach ihrem Tod 1961 hinterließ sie ihr Haus und ihre Bibliothek dem christlichen Verein junger Menschen.
2021 veröffentlichte Michalis Psylos ein Buch über sie mit dem Titel „Fräulein Stefanopoli. Eine unbekannte Hauptdarstellerin über sechzig Jahre der griechischen Geschichte“ (Δεσποινίς Στεφανόπολι. Μια άγνωστη προαγωνίστρια έξι δεκαετιών της ελληνικής ιστορίας), in dem beschrieben wird, wie sie mit ihrer Feder, ihrem Wissen und ihrer Einsicht jahrzehntelang auf Augenhöhe mit ihren männlichen Kollegen in der schwierigen Medienlandschaft kämpfte und welch wichtigen Nachlass der jüngeren griechischen Geschichte sie hinterließ. So urteilte der Autor, dass Ioanna Stefanopoli zu den Frauen gehöre, die, wenn es um Frauenfragen ging, nicht nur ihrer Zeit voraus gewesen seien, sondern die Epoche fortschrittlich beeinflusst und sie dementsprechend verändert hätten.

## Veröffentlichungen (Auswahl)
- Macedoine et Macedoniens (alternativer Titel: La Macedoine inconnue, la nationalite hellenique de la Macedoine d' apres le folklore macedonien (Das unbekannte Makedonien, die hellenische Nationalität Makedoniens nach der makedonischen Folklore)). Anestis Konstantinidis, Athen 1903.[9]
- Les Îles de l'Égée. Leurs Privilèges. Avec Documents et Notes Statistiques. ‚Die ägäischen Inseln und ihre Privilegien‘,  Apostopoulos, Athen 1912[10].
- Κουτσοβλαχικό και τη ρουμανική προπαγάνδα (Klatsch und rumänische Propaganda)[4]
- Έλληνες στην Τουρκία (Griechen in der Türkei)[4]